# Marcelo Freitas
Marcelo de Freitas Costa, kurz Marcelo Freitas (* 1. Juni 1994 in Limeira, São Paulo), ist ein brasilianischer Fußballspieler. Er steht seit März 2021 bei dem brasilianischen Verein Londrina EC unter Vertrag.

## Karriere
Marcelo Freitas wurde in der Stadt Limeira im Bundesstaat São Paulo geboren und begann seine Karriere beim Campus Engenheiro Coelho, einer Schulmannschaft aus der Stadt Engenheiro Coelho östlich seiner Geburtsstadt. Nach sieben Jahren wechselte er im Januar 2008 nach Campinas zum dortigen Campinas FC, wo er knapp zwei Jahre spielte. Im Januar 2010 folgte ein Wechsel zum FC São Paulo, nach etwa drei Jahren dort folgte im Januar 2013 der Wechsel zu Grêmio Porto Alegre und nach wiederum einem Jahr wechselte Freitas zum Figueirense FC. Dort wurde sein Vertrag jedoch nur zwei Monate später aufgelöst.
Nach fünf Monaten ohne Verein wechselte Freitas zu Saisonbeginn 2014/15 in die Zweite Mannschaft von Dynamo Dresden, die damals in der Fußball-Oberliga Nordost spielte. Im Zuge der Auflösung der Zweiten Mannschaft wurde Freitas Vertrag in Dresden nach nur vier Monaten und zwei Spielen, in denen Freitas ein Tor erzielt hatte, im Dezember 2014 ebenfalls aufgelöst. In der Saison 2015/16 wechselte Freitas ablösefrei zum Oberligaaufsteiger Inter Leipzig, für den er am 3. Oktober 2015 bei dem 2:0-Sieg gegen den Bischofswerdaer FV 08 debütierte und auch sein erstes Tor erzielte. In der Hinrunde absolvierte Freitas insgesamt acht Ligaspiele, in denen er sechs Tore schoss. Zur Winterpause wechselte Marcelo Freitas zum Nordost-Regionalligisten FC Oberlausitz Neugersdorf.
In der Hinrunde der Regionalliga-Saison 2016/17 absolvierte Freitas alle 18 möglichen Ligaspiele für Neugersdorf und erzielte sechs Tore, dazu kam noch ein Tor bei der 3:5-Niederlage nach Elfmeterschießen gegen den VfB Auerbach im Achtelfinale des Wernesgrüner Sachsenpokals. In der Winterpause verließ Freitas den FCO Neugersdorf und schloss sich dem FC Energie Cottbus an. Sein Debüt für Cottbus gab er am 11. Februar 2017 beim 1:0-Sieg gegen den FC Schönberg 95, in dem er den Siegtreffer erzielte. In der Saison 2017/18 absolvierte Freitas 30 Spiele, erzielte neun Tore und bereitete fünf weitere vor. Am 21. Mai 2018 gewann Cottbus gegen Babelsberg den Brandenburgpokal, wobei Freitas den Siegtreffer durch Kevin Weidlich vorbereitete. In der Regionalliga erreichte Cottbus den ersten Rang, durch einen 3:2-Sieg im Hinspiel und ein 0:0 im Rückspiel gegen Weiche Flensburg stieg Cottbus in die 3. Fußball-Liga auf.
Am 29. Juli 2018 gab Marcelo Freitas beim 3:0-Sieg gegen Hansa Rostock sein Profidebüt.
Nach dem Wiederabstieg des FC Energie im Sommer 2019 in die Regionalliga wechselte Freitas zum Drittliga-Aufsteiger Chemnitzer FC. Er spielte lediglich dreimal für den Verein, bevor er diesen noch vor dem 6. Spieltag um eine Vertragsauflösung aus „familiären Gründen“ bat. Kurz darauf wurde Freitas vom portugiesischen Verein Clube Desportivo Nacional aus Funchal verpflichtet, der in der zweithöchsten portugiesischen Liga, der Segunda Liga (D2) spielt. Er absolvierte dort sechs Spiele, stand jedoch, bevor die Spielzeit der LigaPro 2019/20 am 12. März 2020 aufgrund der COVID-19-Pandemie in Portugal unterbrochen und später für beendet erklärt wurde, viermal in Folge nicht im Kader. Im März 2021 wechselte Freitas in seine Heimat Brasilien zum Zweitligaaufsteiger Londrina EC. Nach einer Spielzeit mit 25 Einsätzen in der Liga und zwei Toren für Londrina schloss sich Marcelo Freitas im Februar 2022 Chapecoense an.

## Erfolge
Energie Cottbus
- Landespokal Brandenburg: 2018, 2019
- Meister der Regionalliga Nordost und Aufstieg in die 3. Liga: 2018